# Jordi Savall
Jordi Savall i Bernadet [ˈʒɔɾði səˈβaʎ] (* 1. srpna 1941 Igualada, Katalánsko) je katalánský hudební vědec zaměřený na starou hudbu, gambista a hudební skladatel.

## Život
Studoval konzervatoř v Barceloně, poté byl žákem Wielanda Kuijkena v Belgii a Augusta Wenzingera v Basileji, po němž roku 1974 převzal vedení sboru Schola Cantorum Basiliensis. Ve stejném roce založil ansámbl Hespèrion XXI (dříve Hespèrion XX), zabývající se především interpretací staré hudby. Roku 1987 založil ještě soubor Capella Reial de Catalunya, jehož repertoár se orientuje na středověkou duchovní hudbu. Od roku 1968 byl Savall ženatý se sopranistkou Montserrat Figueras, jejich dcera Arianna Savallová i syn Ferran Savall jsou rovněž hudebníci. Monserrat Figueras zesnula 23. listopadu 2011.
Rovněž založil soubor Le Concert des Nations. Má vlastní hudební vydavatelství Alia Vox.